# Hongkong Expres
Hong Kong Expres is een spionageroman van auteur Gérard de Villiers en het 127e deel uit de S.A.S.-reeks met als protagonist de Oostenrijkse prins en freelance CIA-agent Malko Linge.

De ligging van de provincie Kanton (Guangdong) in China.

## Het verhaal
Op het CIA-kantoor te Hongkong wordt een pasfoto met daarop de woorden “Help mij” ontvangen. Deze pasfoto blijkt afkomstig van Hu Wang, een student en dissident die de tragische afloop van het studentenprotest op het Plein van de Hemelse Vrede van 4 juni 1989 heeft overleefd. De CIA wil de student samen met zijn vrouw uit China smokkelen en stuurt hiervoor een Verre Oosten-specialist van het kantoor naar China. Echter, na een paar dagen verliest het kantoor alle contact met de op vijandelijk grondgebied actieve agent en de CIA verkeert in alle staten. Malko wordt voor deze delicate zaak ingevlogen en na een briefing op het CIA-kantoor in Hongkong vertrekt hij via Macau naar de Chinese provincie Guangdong. Kan Malko de drie spoorloos verdwenen personen tijdig opsporen zonder in handen te vallen van het Chinese volksleger?
Het fictieve verhaal speelt zich af na de mislukte Chinese studentenopstand in 1989 op het Plein van de Hemelse Vrede die bloedig werd neergeslagen door het Chinese Volksleger. Hierdoor waren vele dissidente studenten gedwongen onder te duiken en China te ontvluchten.

## Personages
- Malko Linge, een Oostenrijkse prins en CIA-agent;
- Hu Wang, een Chinese student en dissident;
- Shirley Yip, een Chinese stringer van de CIA.